# Jan Lohman
Jan Lohman (Dussen,  18 februari 1959) is een Nederlands voormalig voetballer die als middenvelder speelde.
Hij begon zijn loopbaan bij FC Vlaardingen '74. In november 1978 tekende hij bij SC Lokeren dat hem verhuurde aan N.E.C.. In oktober 1981 werd hij verkocht voor £35000 aan second division club Watford FC. Met Watford promoveerde hij in 1982 naar de First Division, destijds het hoogste niveau. In 1986 vertrok hij naar Germinal Ekeren. Hierna kwam hij nog uit voor SVV en de amateurs van VC Vlissingen voor hij zijn loopbaan in België bij Cappellen FC besloot.